# کانن ئی‌اواس سی۳۰۰
کانن ئی‌اواس سی۳۰۰ (به انگلیسی: Canon EOS C300) یک دوربین عکاسی تک‌لنزی بازتابی ساخت شرکت کانن است.